# Akrobatik

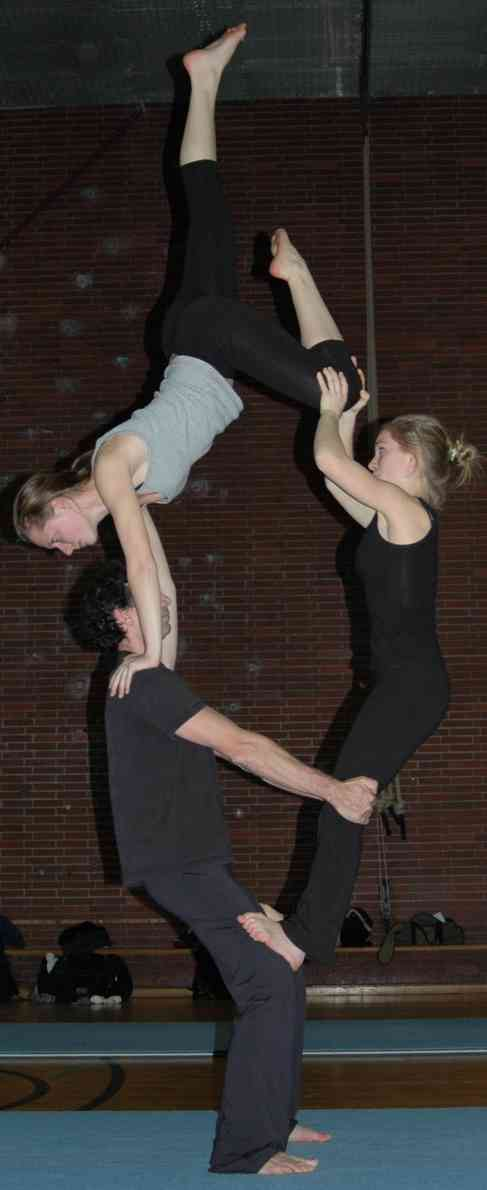
Figur der Adagio-Akrobatik, Akrobatik-Treffen Darmstadt, 2006

Unter Akrobatik (über französisch acrobate ‚Akrobat, Artist‘, von griechisch ἀκροβατέω akrobatéō ‚auf Zehenspitzen gehen‘, aus ἄκρος ákros ‚hoch‘ und βαίνω/βαίνειν baínō/baínein ‚gehen‘) versteht man allgemein körperliche Bewegungen, die hohe koordinative und konditionelle Anforderungen an den Ausübenden stellen. Dazu gehören beispielsweise Überschläge, Salti, komplizierte Sprünge und statische Figuren wie menschliche Pyramiden. Fast jede Leistung oder Sportart, die den gesamten Körper miteinbezieht – insbesondere bei kurzen, in hohem Grade kontrollierten Bewegungen –, kann als Akrobatik gelten. Als Akrobat wird ein Artist oder auch Künstler bezeichnet, der turnerische Elemente und spektakuläre Tricks vorführt.

## Entwicklung der Akrobatik

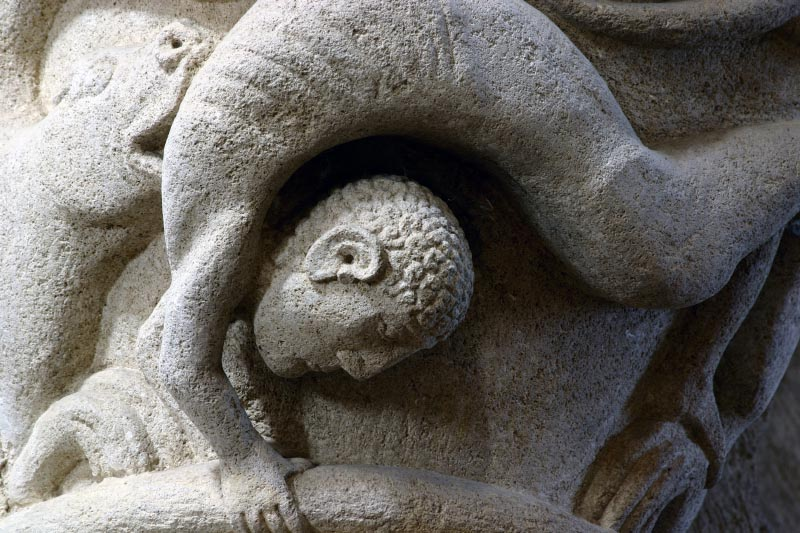
Akrobat – Kapitell in der Prioratskirche Ste-Trinité d’Anzy-le-Duc

### Europäische Geschichte
Akrobatische Traditionen hinterließen ihre Spuren überall in der Welt. In Europa findet man in der minoischen Kultur um ca. 2.000 v. Chr. erste mögliche Beschreibungen von akrobatischen Kunststücken: In Abbildungen des Stiersprungs überwanden Jugendliche mit akrobatischen Sprüngen das Tier. In der griechischen Antike waren Akrobaten oder akrobatische Tänzer als Kybisteteres bekannt.
In der Geschichtsschreibung des europäischen Mittelalters (zwischen 500 und 1500 n. Chr.) wurden akrobatische Leistungen häufig mit Lieddarbietungen, Jonglagen und weiteren Tätigkeiten kombiniert. An vielen Konsolfiguren und Kapitellen romanischer Kirchen finden sich Darstellungen von Akrobaten, wobei weniger die akrobatisch-sportlichen Leistungen selbst im Vordergrund stehen, sondern vielmehr die seltsam anmutenden Bewegungen und Verrenkungen. Aus dieser Zeit ist ein Autor bekannt, der ein Buch über Akrobatik veröffentlichte: Archange Tuccarro (in Frankreich, als königlicher Hofspringer, am Hofe Karls IX) mit seinem Trois dialogues de l’exercise de sauter et voltiger en l’air (Paris 1599).
Wenngleich die Bezeichnung zuerst nur für Hochseil-Akrobatik verwendet wurde, begann man ab dem 20. Jahrhundert, sie auf Formen der darstellenden Kunst, einschließlich Gymnastik und Zirkuskünste, auszuweiten. Es bildeten sich zu dieser Zeit Vereine und Verbände, in welchen Kunstkraftsport betrieben wurde. Im Kunstkraftsport wurden bereits die Disziplinen Parterre-, Balance-, Luft- und Sprungakrobatik unterschieden. 1971 bis 1975 bildete sich unter Einbeziehung des Bodenturnens aus diesem Verband der Deutsche Sportakrobatik Bund. Ende des 20. Jahrhunderts wurden Tumbling und Rhythmische Sportgymnastik zu Wettkampf-Sportarten in Europa.
In Deutschland und Holland gründeten sich im Zeitraum um 1990 viele Akrobatik-Gruppen – entweder innerhalb des Hochschulsportes oder als Zirkus-Vereine. Vielleicht kann hier ein Zusammenhang mit der Renaissance des Zirkus unter den Einflüssen des Nouveau Cirque, wie Roncalli oder Cirque du Soleil, gefunden werden. Die Motivation dieser Gruppen ist sicher in Richtung Freizeitsport zu sehen, dennoch ist der Anspruch an die Qualität der ausgeführten Sportart häufig sehr professionell. Die Ausrichtung überregionaler, mit Workshops zu einzelnen Techniken reicher Treffen schuf in Deutschland eine einheitliche Basis für den Austausch der Fertigkeiten. Durch die Anlehnung an die holländischen Vorarbeiten, z. B. die Como-Level und die Lehrtätigkeit der Osmani’s und eben der Como Brothers (Rijk Hoedt und Cor van Velthoven), waren starke Leistungsverbesserungen möglich. Die Ausrichtung auf bei den Treffen gegenseitig präsentierte „Varieté-Nummern“ und das Eintrittsalter des Hochschulsportes lösten die Entwicklung einer Stilrichtung aus, die ohne Wettkämpfe, aber mit einem starken Schwerpunkt auf Show arbeitet.

Parallel und relativ unabhängig entwickelte sich die Sportakrobatik zu einem internationalen Wettkampfsport. Trotz gleicher Übungselemente zeigen beide Sportarten eine nahezu vollständige Überschneidungsfreiheit der ausführenden Sportler. Die Sportakrobatik wurde in ihrer heutigen Art sportwissenschaftlich in der damaligen Sowjetunion entwickelt. Über die dort eingeführte Form des Trainingsaufbaus, beginnend in sehr jungen Jahren auch in speziellen Sportschulen, sind absolute Spitzenleistungen in der Akrobatik möglich. Frühere Spitzenleistungen wie die der Yang-Brothers oder der Familie Kremo wurden auf gleiche Art entwickelt. Dieses Grundlagentraining der Kinder in den Artistenfamilien war Erfahrungswert und Vorbild für den Aufbau des heutigen Kunstturnens und der Sportakrobatik.

Marokkanische Akrobaten mit typischen Pyramiden

### Afrikanische Geschichte
Von 1460 bis 1563 lebte in Marokko der Gründer einer spirituellen Bruderschaft, die sich nach seinem Namen benannte: Die Söhne des Sidi Ahmed ou Moussa (Oulad Sidi Ahmed ou Moussa). Unter den Auflagen ständiger Wanderschaft in Gruppen und dem Verzicht auf Bettelei entwickelte die Bruderschaft ihre besondere Art, gegen Lebensmittel oder Geldspenden mit der Hilfe von Tanz, Gesang und Akrobatik Segen (baraka) zu übermitteln. Aus dieser Tradition entwickelten sich im 19. Jahrhundert professionelle Zirkusakrobaten mit Engagements in Europa (Zirkus Renz 1852, Zirkus Busch 1902) und Übersee. Um 1920 herum waren alleine 25 marokkanische Artistentruppen, sämtlich Berber aus der Region Tazerwalt im Süden Marokkos, in Deutschland beschäftigt. Während des rassischen Säuberungswahns der Nationalsozialisten verließen diese Gruppen Deutschland. Mittlerweile sind diese Artisten wieder in Europa und USA unterwegs. Auswirkungen auf die Welt der Akrobaten hatten sie unter anderem insoweit, als einige ihrer Übungen (Salti & Überschläge) unter dem Begriff „Araber“ bekannt sind. In marokkanischen Städten (v. a. in Marrakesch) können noch heute – meist von volkstümlichen Musikinstrumenten wie T'bol, Qarqaba oder Gimbri begleitete – Akrobatik-Aufführungen auf öffentlichen Plätzen besucht werden.

### Asiatische Geschichte
China

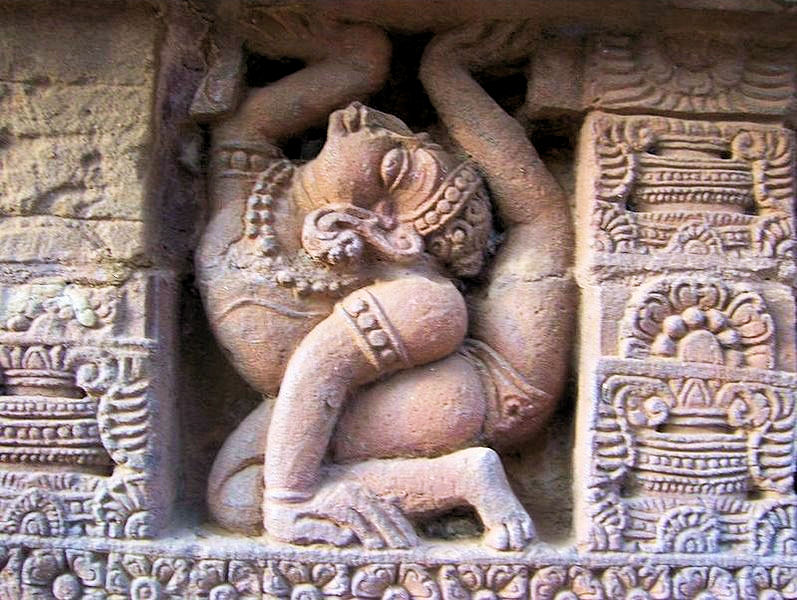
Tänzerin/Akrobatin am Parasumaresvara-Tempel in Bhubaneswar, Indien (7. Jh.)

In China war Akrobatik (als Teil der „Hundert Spiele“) seit der Han-Dynastie (206 v. Chr. bis 220 n. Chr.) ein Teil der Kultur dörflicher Erntefeste. Während der Tang-Dynastie (618 bis 907 n. Chr.) erlebte sie größtenteils die gleiche Entwicklung wie die Akrobatik im europäischen Mittelalter und ist auch heute noch Teil der verschiedenen Lokalopern, insbesondere der Peking-Oper.
Indien
Zur mittelalterlichen Kultur Indiens gehörten wahrscheinlich ebenfalls Tanzdarbietungen, die an akrobatische bzw. an kontorsionistische Übungen grenzten. Derartige Dinge sind in zeitgenössischen Texten oder sonstigen Darstellungen so gut wie nicht überliefert, so dass über ihre Bedeutung im religiösen oder höfischen Umfeld nur spekuliert werden kann.

## Akrobatikformen

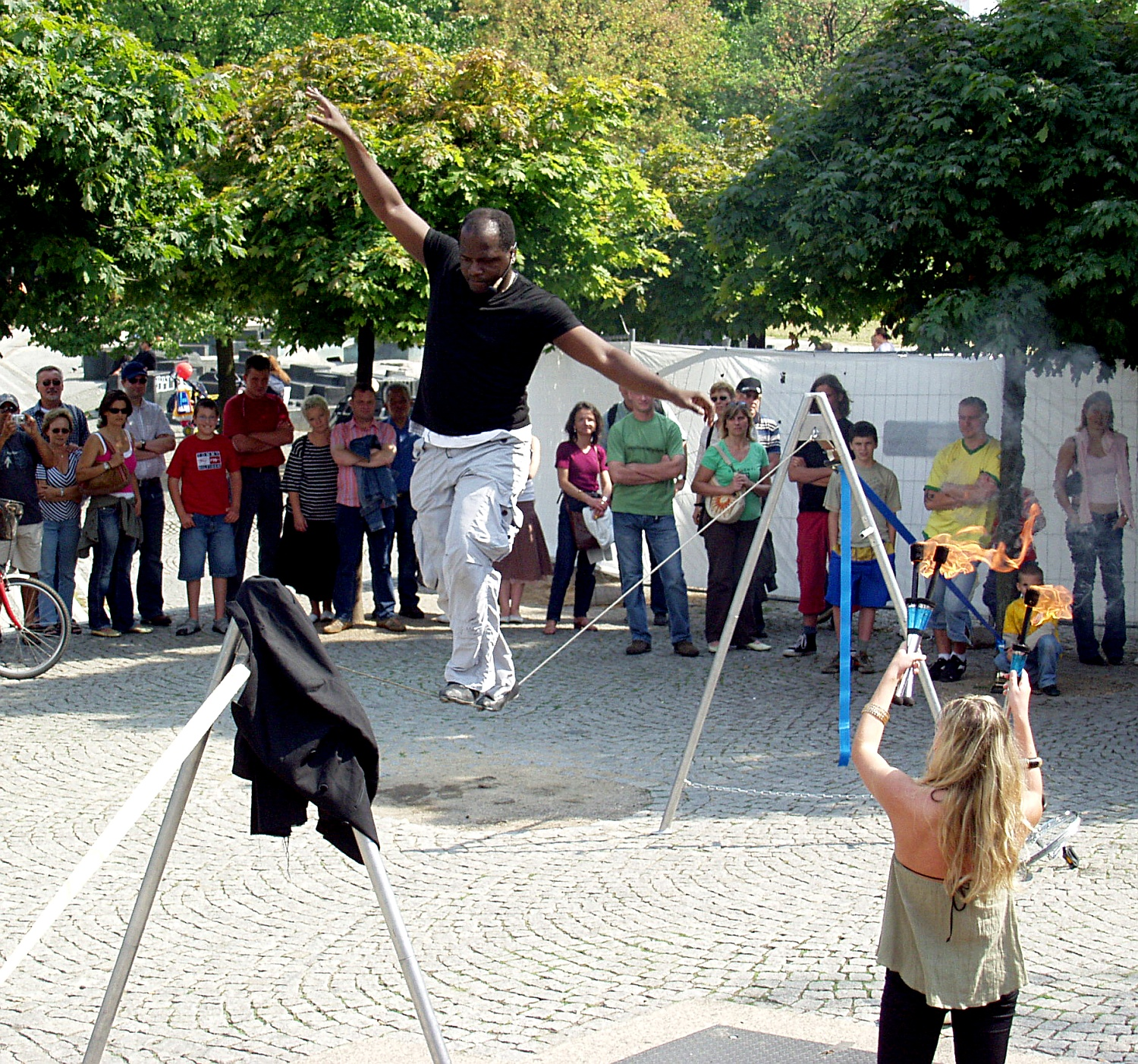
Seiltänzer in Köln

Die Darbietung von Akrobatik als einer eigenen Kunstform fächert sich in eine große Anzahl von Spezialgebieten auf. Viele Künstler nutzen allerdings für ihre Darstellungen gleich mehrere dieser Sparten.

### Luftakrobatik

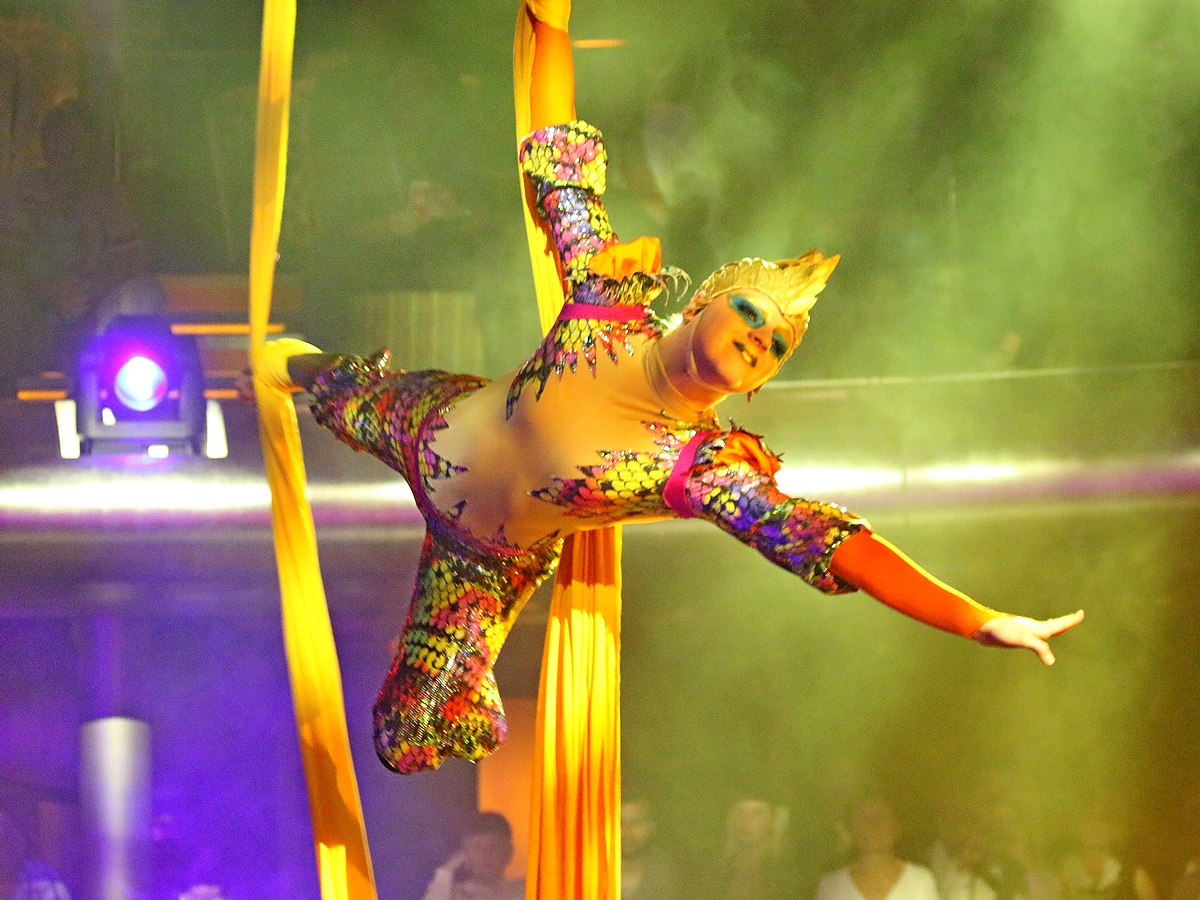
Tuchakrobatin auf der AIDAsol

Luftakrobatische Darbietungen nutzen verschiedene Requisiten, an denen Figuren und Flüge gezeigt werden.
- Beim Seiltanz überwinden einzelne Personen oder Personengruppen das straff gespannte Seil, gegebenenfalls unter Zuhilfenahme von Hilfsmitteln wie Balancierstange oder Fächer.
- Auf dem Schlappseil sind häufig dynamische Darbietungen von Einzelpersonen zu sehen, die im Unterschied zum Seiltanz ganz eigene Anforderungen besitzen. Erst mit seinem eigenen Gewicht erzeugt hier der Artist die Spannung des Seiles. Im Gegensatz zum gespannten Hochseil kann das Schlappseil auch als Schaukel für Absprünge genutzt werden.
- Mit dem hängenden oder statischen Trapez sowie am Vertikalseil wird üblicherweise eine Vielzahl schwieriger Hänge gezeigt. Parallel haben sich der (Luft-)Ring, das Vertikaltuch, die Tuchschlaufe (das U-Tuch) und die Strapaten entwickelt, welche ähnliche akrobatische Möglichkeiten bieten. Trapez, Strapaten, Tücher und Vertikalseile eignen sich ebenfalls für dynamische Tricks, wobei das Requisit nicht statisch bleibt, sondern schwingt. Diese Geräte eignen sich neben den Auftritten einzelner Personen (den Soli) auch für Duos (Paare) und teilweise auch für Gruppen. Aktuelle Neuerungen sind beispielsweise das Vertikalnetz und die Cloud-Swing.
- Das fliegende Trapez wird von einer Artistengruppe präsentiert. Es werden im Normalfall zwei Trapeze kombiniert. Üblicherweise befindet sich an einem Ende eine schmale Plattform, auf der die Flieger ihren Einsatz beginnen. Diese „fliegen“ am Trapez in Richtung des Fängers, dessen Trapez (der „Fangstuhl“) am anderen Ende der Konstruktion befestigt ist und ebenfalls schwingt. Am höchsten Punkt des Fluges wechselt der Flieger mit einem Trick zum Fänger, welcher die Arme oder Beine des Fliegers ergreifen muss. Hierzu sind viele Figuren möglich, es könne Salti, Schrauben oder Kombinationen sowie weitere Figuren Verwendung finden. Der Flieger wechselt anschließend wieder zurück auf sein leeres Trapez. Als Erweiterung zu dem traditionellen fliegenden Trapez haben sich Varianten entwickelt, bei denen weitere Fänger eingesetzt werden, die sich beispielsweise über dem schwingenden Fangstuhl oder an der Befestigung des Fliegertrapezes befinden und damit zusätzliche Variationen ermöglichen.
- Das Erklettern senkrechter Pfähle, diverse Hänge an diesen und Sprünge um von Pfahl zu Pfahl zu wechseln, laufen unter dem Begriff Chinesischer Mast. Es gibt gemeinsame Übungen und Positionen mit der Sportart Poledance.
- Mittels der russischen Schaukel oder dem Schleuderbrett werden Artisten in die Höhe geschleudert und können so sehr anspruchsvolle Salti, Schrauben und kombinierte Flugfiguren zeigen.
- Während bei den Salti und Schrauben eines Turmspringers ebenfalls ein hohes Maß an akrobatischen Fertigkeiten erforderlich ist, so befindet er sich doch zumindest während der gesamten Übung in der Luft. Gleiches gilt auch für das Trampolinturnen.

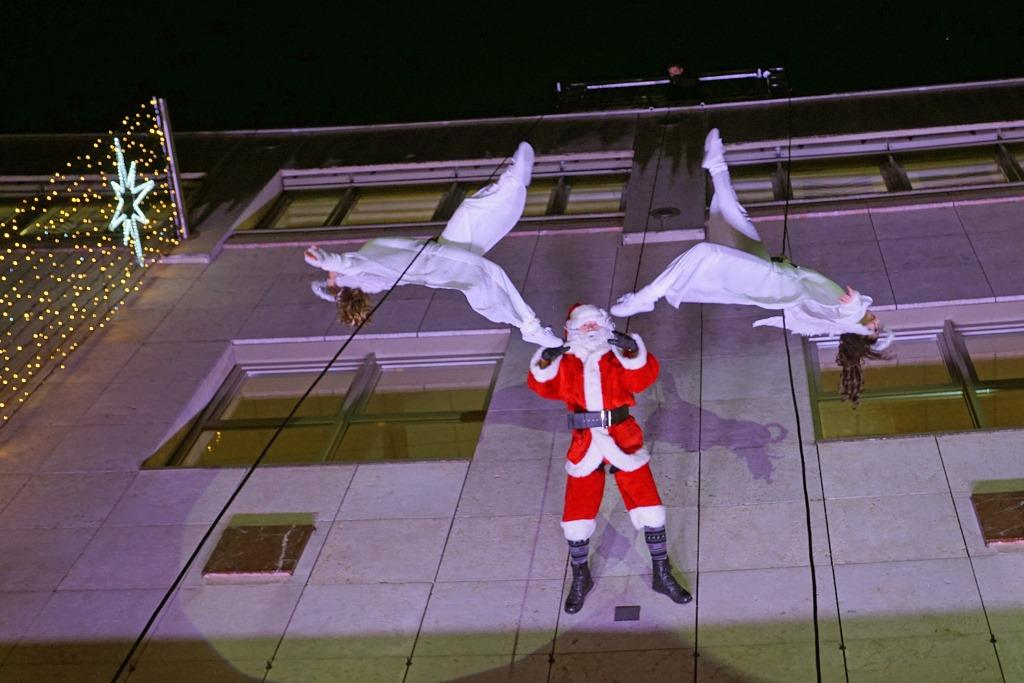
Vertical-Dance-Luftakrobatik als Weihnachtsshow

- Vertical Dance, eine moderne Art tänzerischer und akrobatischer Bewegung, die in der Vertikalen stattfindet und meistens Häuserwände oder andere Bauwerke als Abdruckelement benutzt.

### Übergangsformen zwischen Luft- und Bodenakrobatik

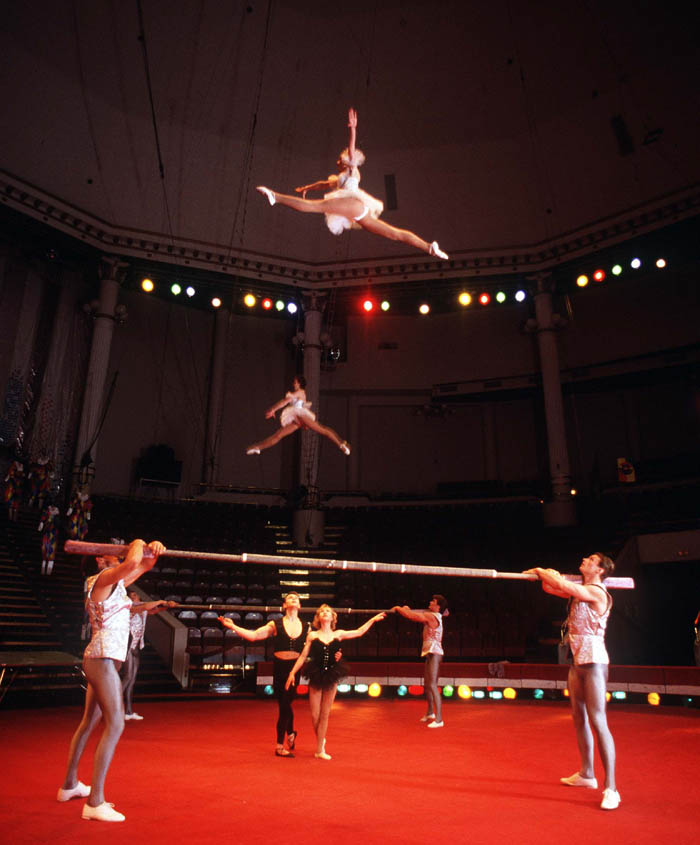
Die Show „Russischer Barren“ von Valentin Gneushev

Wenn die Schwerpunkte der Darbietung frei in der Luft stattfindende, artistische Elemente sind, aber einige der Mitglieder der Gruppe noch am Boden stehen, muss eigentlich der Definition nach bereits von Bodenakrobatik gesprochen werden. Teilweise kann der Begriff Equilibristik oder Balance-Akrobatik hierbei Verwendung finden.
- Die Geräte Schleuderbrett und russischer Barren werden als Hilfsmittel verwendet, um sich selbst oder andere Personen in die Höhe zu schleudern. Auch hier werden häufig Salti vorgeführt.
- Ikarische Spiele erreichen vergleichbare Effekte, jedoch werden hier die Flieger von Unterpersonen direkt, ohne Hilfsmittel, in die Höhe katapultiert. Die Unterperson liegt hierbei mit dem Rücken auf einem Gestell und trägt den Flieger mit den Füßen, bzw. schleudert ihn in die Luft.
- Antipodenspiele entsprechen weitestgehend den ikarischen Spielen, jedoch wird von der Unterperson kein Flieger mit den Füßen durch die Luft geschleudert, sondern Gegenstände.
- Auf technische Hilfsmittel wird bei dem Knoten- oder Mattenwerfen verzichtet. Der Name leitet sich von dem Griff der beiden Unterpersonen ab, die mit ihren Händen eine Standfläche für den Flieger bilden. Jede Unterperson umfasst mit der rechten Hand ihr eigenes linkes Handgelenk, danach umfassen beide mit der linken Hand das rechte Handgelenk des Gegenüber und bilden somit den Stand-Knoten. Die Oberperson wird in die Luft geworfen und kann dort die typischen, oben genannten Figuren zeigen. Als Abschluss jeder Figur wird der Flieger üblicherweise von einer oder beiden Unterpersonen gefangen, verschiedene Positionen sind hierbei möglich: aufrecht, quer liegend, oder im Handstand.
- Bei der Leiterakrobatik werden auf einer frei im Raum balancierten Leiter (oder ähnlichen Gegenständen) verschiedene Kunststücke von einfacher Balance bis hin zur Jonglage gezeigt. Die Leiterakrobatik ist sie eine Übergangsform zur Luftakrobatik, da der Artist während der Aufführung den Boden im Gegensatz zum Requisit nicht mehr berührt.
- Die gleiche Argumentation greift beim Stelzenlaufen, denn als Podest kann eine bewegliche Leiter oder Stange nicht gelten. Das Stelzenlaufen wird unterschiedlich eingesetzt, als Kinderspiel, früher auch als Hilfsmittel zur Bewachung von Viehherden, oder als akrobatisches Element bei Umzügen und Auftritten von Jongleuren. Besonders das Straßentheater nutzt Stelzen als akrobatische Requisiten. Neben den klassischen Holzstelzen haben sich Aluminiumstelzen sowie glasfiber- und pneumatikgefederte Stelzen entwickelt.

### Bodenakrobatik

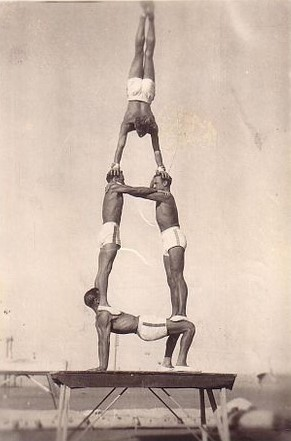
4er-Pyramide im Lager 380 (Ägypten, 1944–1948)

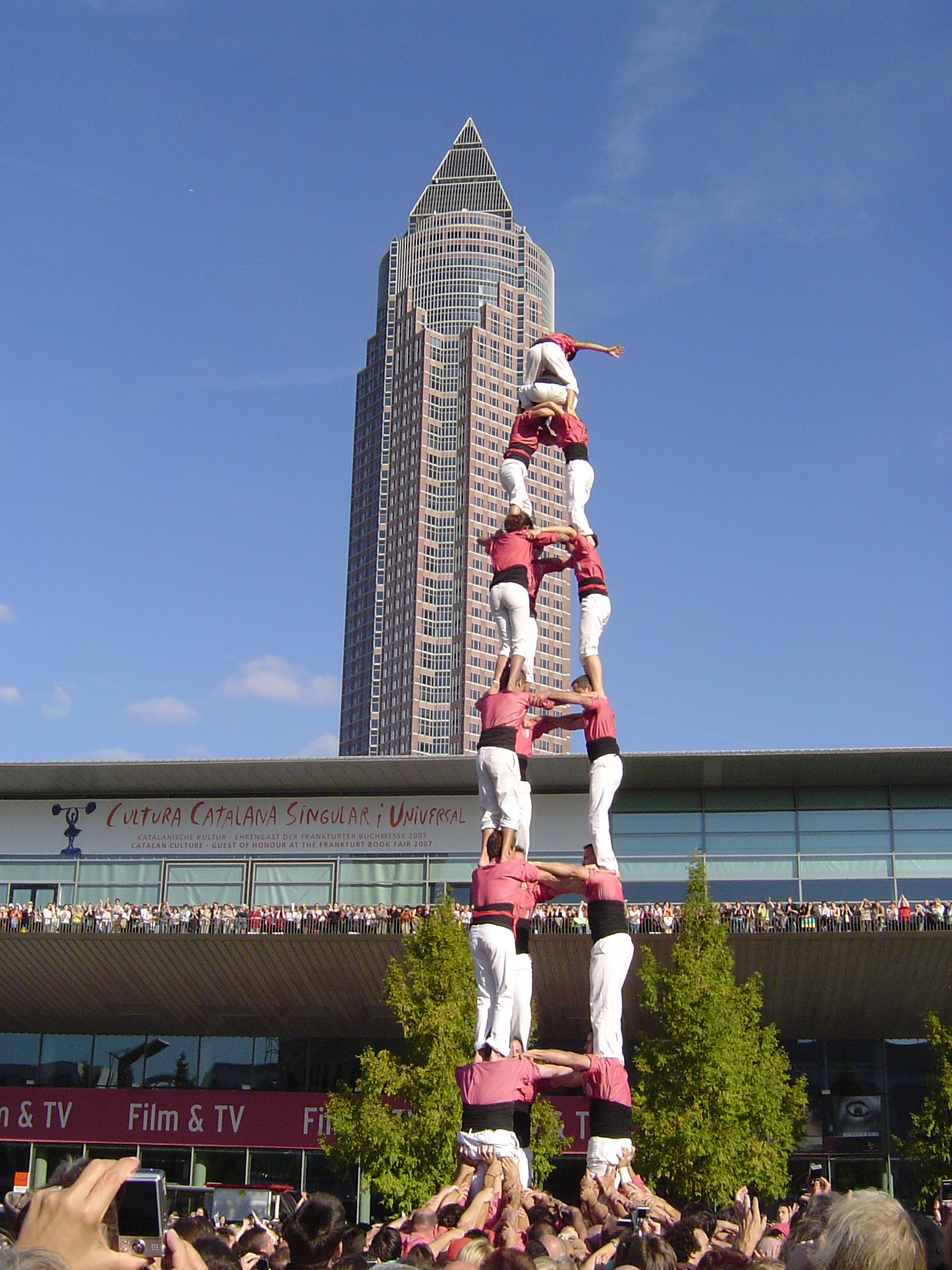
Castell in der Formation 3de8 Tres de Vuit der Colla Vella dels Xiquets de Valls am 13. Oktober 2007 vor dem Messeturm in Frankfurt

Trotz des Begriffes Boden-Akrobatik sind auch hier Würfe und Fallübungen möglich.
- Die Boden- oder Parterre-Akrobatik beschreibt Übungen mit einem oder mehreren Partnern (Partner-, Duo- und Gruppen-Akrobatik) und umfasst die Bereiche Varieté, Ausgleichs- und Wettkampfsport, inklusive Sportakrobatik. Dies ist eine Form der Balance mit mehreren Personen, wobei mindestens eine Person in Verbindung mit dem Boden (auch Bühne oder Podest) bleibt. Aus der Kombination von Yoga, Akrobatik und Thai-Massage entstand 2004 in den USA das Acroyoga[3].
- Adagio ist der Name für eine Unterkategorie der (Boden-)Partner-Akrobatik oder für Akrobatik-Übungen. Adagio-Akrobatik (ital.): langsam, ruhig und zügig gearbeitete Parterreakrobatik[4], entstand in Osteuropa und wurde allgemein von Zirkusakrobaten unterrichtet. Es werden hierbei Übergänge zwischen verschiedenen stationären Balancen einbezogen. Die Übungen müssen nicht, wie der Name andeutet, unbedingt langsam ausgeführt werden. Die beteiligten Personen werden als Flieger (Flyer, Oberperson) und Basis (Base, Unterperson) bezeichnet. Bei Gruppenakrobatik treten zusätzlich zu mehreren Unter- und Oberpersonen auch Mittelpersonen auf. Die bei der Adagio-Akrobatik verwendeten Figuren können kategorisiert werden, indem zuerst die Position der Unterperson beschrieben wird (Liegen, Hocken, Stehen, Knien oder Handstand). Im zweiten Schritt wird festgelegt, auf welchen Körperteilen der Unterperson sich die Oberperson befindet (Füßen, Händen, Schultern, Knien, Oberschenkeln, Rücken oder einer Kombination). Die Orientierungen der Oberperson (horizontal, vertikal oder kopfüber) ist die letzte Festlegung für Duo-Figuren. Übungen mit mehr als zwei Personen können als Kombination der bereits vorgestellten Duo-Figuren beschrieben werden. Genaue Darstellungen dieser Figuren sowie die möglichen Übergänge zwischen ihnen sind in dem Buch Het grote duo acrobatiek trukenboek (K. Kloosterboer) beschrieben. Adagio-Akrobatik wird oft professionell als publikumswirksamer Zirkus- oder Varietéauftritt ausgeübt. In vielen Zirkus- und Universitäts-Gruppen sind eine hier teilweise professionelle Qualität liefernde, große Menge von Amateuren organisiert.
- In der Sportakrobatik wird eine umfassende Liste von Figuren und deren Schwierigkeitsgraden verwendet.[5]

Viele Übungen sind einfacher auszuführen, sobald die Flieger leichter und die Unterpersonen schwerer und stärker sind. Dieses ist jedoch keine Notwendigkeit, es werden oft gleiche Gewichte oder sogar die Umkehrung dieses Prinzips für besondere Showeffekte verwendet.
Akrobatik findet sich in vielen regionalen Traditionen wieder. Häufig werden Sprünge und diverse dynamische Geschicklichkeitsbeweise im Rahmen von Volksfesten und Bräuchen demonstriert (Beispiel: Düsseldorfer Radschläger). In Spanien wird eine Form der Bodenakrobatik zur Perfektion entwickelt. Die in der Provinz Katalonien vorgeführten Menschenpyramiden, Castells und Muixeranga genannt, beziehen neben der sportlichen Komponente auch religiöse und politische Hintergründe mit ein. In Asien wird eine ähnliche Tradition mit dem Hinduistischen Feiertag Janmashtami verbunden.
Im Bereich der Bodenakrobatik sind weitere Übungsformen bekannt:
- Handstand-Artisten verwenden meistens ein Podest oder einen Handstandständer, um ihre Handstandvariationen zu präsentieren.
- Kraftakrobaten führen Kraft- und Balanceakte aus, die auch in Strongman-Wettkämpfen oder als Elemente in der Sportakrobatik zu sehen sind.
- Obwohl beim Tumbling schnelle Folgen von Salti und anderen Überschlägen geturnt werden, fällt es in diesen Bereich.
- Kontorsionisten („Schlangenmenschen“) werden häufig hier präsentiert.
- Auch wenn die Traceure bei Parkour spektakuläre Sprünge vollführen, kann das Überwinden der Hindernisse als bodengebunden gelten.

### Akrobatische Manipulation von Objekten
Die akrobatische Handhabung diverser Objekte, welche von Jongleuren gezeigt wird, ist als eigener Bereich anzusehen. Antipodisten können auch vollständig unter den Begriff Jongleur fallen, wenn statt Personen nur Objekte, wie Tonnen oder Teppiche, für die Balancen eingesetzt werden.

### Akrobatische Elemente
Hierbei werden einzelne Übungselemente einer Sportart unter dem Begriff Akrobatik zusammengefasst. Diese Elemente werden in den verschiedenen Sportarten fast identisch verwendet und mit den jeweiligen grundlegenden Übungen kombiniert. Eine häufig derart eingesetzte Übung ist die Schwalbe, auch Fisch, Flieger oder Bauchliegen auf den Händen genannt. Hier trägt die stehende Unterperson über ihrem Kopf die Oberperson, mit den Händen an deren Hüfte. Seitlich gesehen ergibt sich ein Bild ähnlich dem Buchstaben „T“. Diese Figur kann sowohl beim Eiskunstlauf, beim Rollsport, als Pose beim Tanz wie z. B. Rock ’n’ Roll oder beim Voltigieren eingesetzt werden. Bei den dynamischen Elementen (in der Sportakrobatik alle Elemente mit Flugphase, u. a. Saltos in allen Variationen) sind z. B. die „Stunts“ beim Cheerleading teilweise identisch mit dem „Einsteiger“ beim Rock ’n’ Roll.
Der Einsatz dieser Elemente erfolgt auch im erweiterten Gebiet der Unterhaltungsbranche. Für viele spektakuläre Filmszenen sind akrobatische Stunts ein wichtiger Bestandteil. Neben den häufigen „Unfallszenen“ werden besonders in Martial-Arts-Filmen regelmäßig akrobatische Elemente verwendet.

## Gesundheitliche Aspekte der Akrobatik
Dieser Abschnitt bezieht sich auf Adagio-Akrobatik, für andere Akrobatikformen sind die Aussagen möglicherweise anzupassen.
Obwohl viele Figuren der Akrobatik sehr spektakulär wirken, ist die Sportart selbst nicht sonderlich gefährlich oder zwangsläufig mit langfristigen gesundheitlichen Risiken verbunden. Bis in das hohe Alter hinein aktive, professionelle Akrobaten, wie die 2 Londos (Exzentrik mit Schleuderbrett), Heinz Jürgen Weidner (Niewars Hochseil usw.), die Como-Brothers, die Osmani’s und Konrad Thurano, zeigen dies deutlich.

### Vermeidung akuter Schäden

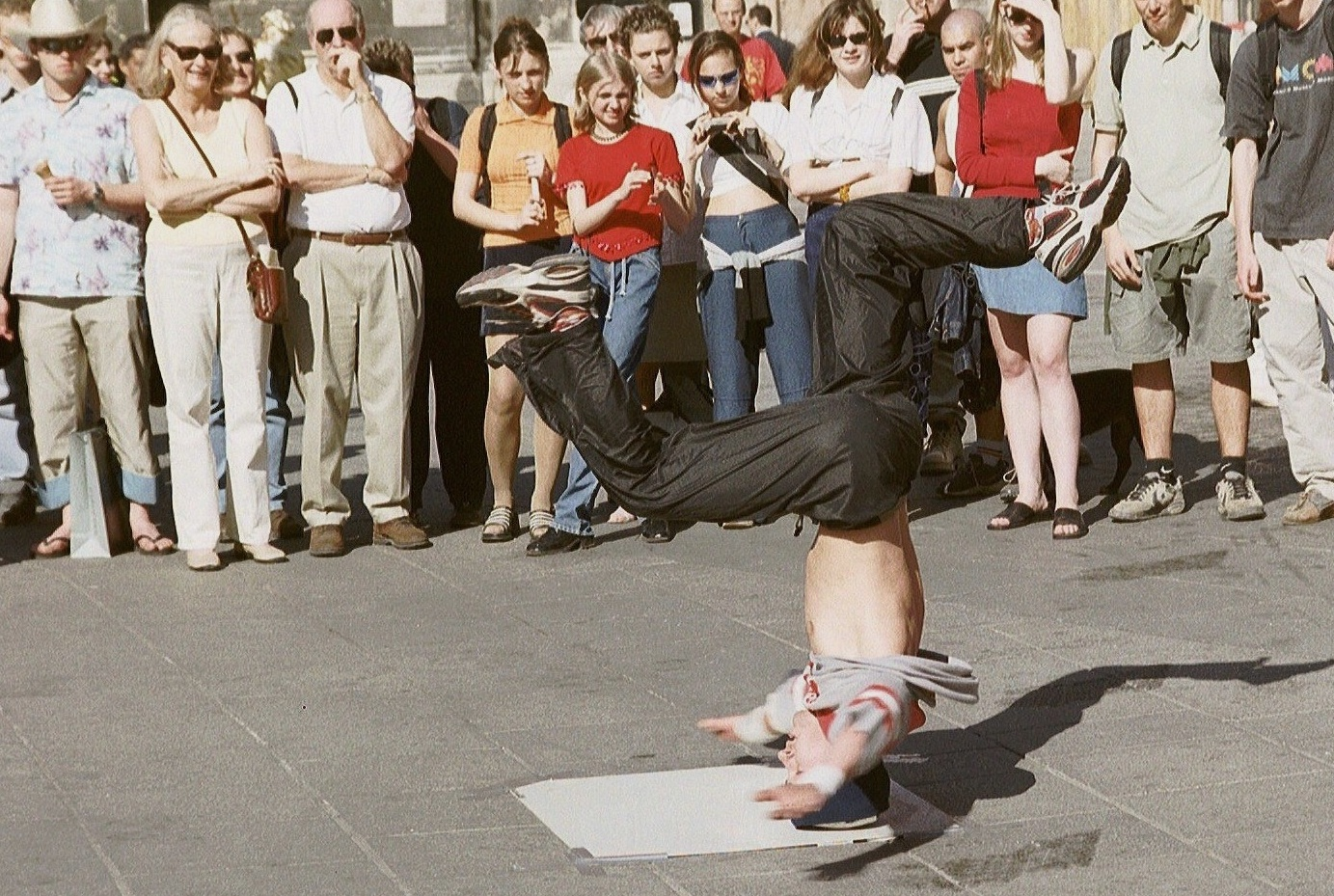
Breakdance-Vorführung von ungarischen Akrobaten am Stephansplatz in Wien

Die Verletzungsgefahr durch mögliche Stürze aus den hohen und daher schwierigen Figuren muss natürlich beachtet werden. Ein verantwortungsvolles Training und entsprechende Vorbereitungen reduzieren diese Gefahren.
Um später auch komplexe Akrobatikfiguren auszuführen, ohne sich dabei zu verletzen, muss der Aufbau der hierzu nötigen, körperlichen Fähigkeiten durch einen langsamen Anstieg der Anforderungen erfolgen. Dieser Aufbau wird durch eine Auswahl der Figuren nach dem passenden Schwierigkeitsgrad erreicht. Hierzu werden zuerst stabile Figuren mit vielen Abstützpunkten zwischen den Partnern und in geringer Höhe eingeübt.
Für jede Akrobatikfigur sind mehrere Möglichkeiten der Hilfestellung durch zusätzliche Personen (Sicherung) klar festgelegt und müssen unbedingt gleichzeitig mit der jeweiligen Figur zusammen unterrichtet werden. Die Person, die als Hilfestellung arbeitet, ist für die wohlbehaltene Rückkehr der Oberperson auf den Boden verantwortlich. Die korrekt ausgeführte Hilfestellung funktioniert so gut, dass die Ober- und Unterperson auch bei einer abgebrochenen Figur fast immer ohne Verletzungen abschließen. Bei höheren Figuren wird oft eine Niedersprungmatte oder ein Hüftgurt mit zwei Halteseilen (Longe) zum Anseilen zur Absicherung verwendet.
Weiterhin wird häufig die Einübung von schwierigen Bewegungsabschnitten einer Figurenfolge in einer stabileren oder sicheren Position durchgeführt. Der „Hohe Handstand“ ist eine dieser komplexen und risikoreicheren Duo-Figuren, bei der auf den Händen der stehenden Unterperson, ein Handstand der Oberperson erfolgt. Diese Figur lässt sich sehr gut mit dem Handstand auf den Händen der liegenden Unterperson trainieren (siehe Abbildung). Hier ist die Gefahr soweit reduziert, dass sie nur noch dem Handstand einer Einzelperson auf dem Boden entspricht. Die Technik dieses Hand-in-Hand-Standes benötigt in der tiefen Position sogar eine technisch bessere Ausführung als in der Aufrechten. Wechselt das Duo nun vom Liegen in den Stand, steigt zwar die potentielle Fallhöhe, aber das Risiko erhöht sich kaum, da die Unterperson nun viel besser ausgleichen kann, indem sie zusätzlich ihre Position verändert.

Übungsfigur Hand-in-Handstand

### Vermeidung langfristiger Schäden
Das Tragen anderer Personen oder auch das Halten des eigenen Gewichtes auf den Händen sind anspruchsvolle Belastungen für den Körper. Akrobatikanfänger müssen langsam die Rumpfmuskulatur (Rücken- und Bauchmuskulatur) durch die stabilisierenden Übungsanteile aufbauen. Bei Figuren auf Schultern oder Armen der stehenden Unterperson muss mit geringer zeitlicher Belastung begonnen werden. Kombinationen von Anfängern mit erfahrenen Partnern sind zu bevorzugen, da hier ein Aufschaukeln der instabilen Phasen meist unterbleibt. Erst wenn über mehrere Trainingseinheiten keine Probleme erkennbar sind, kann mit etwas komplexeren Figuren fortgefahren werden. Die korrekte Körperhaltung macht es dem Körper möglich die Belastung effizient zu verteilen. Bei guter muskulärere Absicherung der Wirbelsäule sind hohe Belastungen ohne Schäden möglich.
Für Akrobatik ist es notwendig, die Bewegungsradien vieler Gelenke möglichst in ihrem vollen Umfang nutzen zu können. Dehnungen erzielen eine gute, aber in vernünftigem Rahmen bleibende Beweglichkeit und minimieren die Risiken von Zerrungen. Es ist umstritten, ob Dehnübungen nach dem Training (Cool Down) es ermöglichen die belasteten Muskeln effektiv zu entspannen. Besonders die Handgelenke, mit ihrem komplexen Aufbau, sind für Überlastungen anfällig. Zur Vermeidung von Überlastungen werden die Gelenke häufig schon zwischen den Übungsabschnitten gelockert, zusätzlich wird am Ende der Übungseinheit durch Dehnen die umgebende Muskulatur der belasteten Gelenke entspannt.